# 主权民主
主权民主（俄语：Суверенная демократия）是俄罗斯的政治术语，是普京治下俄罗斯国家权力体系的特征，为俄罗斯式的政治民主模式。该词最早由弗拉季斯拉夫·尤里耶维奇·苏尔科夫在2006年2月22日于統一俄羅斯党集會演說中提出，据他所言，主权民主的定义为，由多元的俄罗斯国家控制和决定社会中的政治权力和决策，目的是使社会中的所有公民和社会团体实现物质充裕，享受自由与公平。俄罗斯科学院国际安全问题研究所在《民主的概念和定义》中认为，主权民主与自由民主制一样，均为民主形式之一。

## 阐述
维塔利·特列季亚科夫（Вита́лий То́виевич Третьяко́в）发表文章称，主权民主是普京政治哲学的语言和基本公式。

维塔利·伊万诺夫（Иванов Виталий Вячеславович）著有多篇介绍主权民主的文章，他解释道：
……主权民主是在发展民主的同时，尽可能捍卫本国的独立性。
2006年10月，俄罗斯科学院国际安全问题研究所出版《民主的概念和定义》一书，认为自由民主制只是民主制度的众多变体之一，而主权民主与自由民主一样，也是民主形式之一。
俄罗斯法学家瓦·佐尔金提出，主权民主应当称为是“自主发展着的民主”，俄罗斯的民主之路应当很好地将自由、民主、权威等因素结合起来。

## 评价

### 正面评价
中国社会科学院政治学研究所所长张树华发表文章，表示主权民主是针锋相对、对冲西方滥用民主，坚持主权稳定、反击西方双重政治标准。主权民主是俄罗斯政治发展道路的新探索，体现了俄罗斯的政治共识：消除政治混乱，实现政治稳定，通过政治权威维护主权、巩固国家。张树华认为，主权民主是对自由民主制的质疑，且是对戈尔巴乔夫时期对西方模式的崇拜的拒绝。
2014年，刘莹在《普京的国家理念与俄罗斯转型》一书中表示，主权民主的实质是维护国家主权、奉行独立政策、不照搬西方模式，走俄式的发展道路，是俄罗斯政治民主化的阶段性理念。

### 负面评价
2006年7月19日，戈尔巴乔夫批评俄罗斯杜马选举制度变更时表示，“这些立法不能用‘主权民主’或者‘管理民主’的概念来解释。当国家和人民的安全遭到威胁时，才应该存在对某些权利的暂时的、必要的限制，而这些限制不应该像‘主权民主’的理论那样被确立为一个原则。这些理论的定义扭曲了民主的本质，正如‘社会主义民主’和‘人民民主’的概念扭曲了民主一样。”
2006年7月24日，时任第一副总理梅德韦杰夫在采访中称，“如果将一些限定词附加到‘民主’前面，听起来会有些奇怪，这意味着我们在谈论一种非传统的民主。”
2006年8月29日，俄罗斯前总理米哈伊尔·卡西亚诺夫表示，主权民主理论的目标很明显，就是“不惜一切力量集中政治权力和财产，其后果是民粹主义的胜利和对法治、民主与市场经济的背离。”他在布加勒斯特举行的一次会议上，有观众发言称，民主和主权民主的区别，就是椅子和电椅的区别。
2007年，美国欧洲和欧亚事务助理国务卿丹尼尔·弗里德（Daniel Fried）在采访中称，“当人们在民主面前贴上标签时，我会感到紧张。主权民主、管理民主、人民民主、社会主义民主、雅利安民主、伊斯兰民主——我不太喜欢形容词。管理民主听起来不像民主，主权民主在我看来毫无意义。”

### 其他评价
2020年，迪马·科尔图科夫（Dima Kortukov）著书称，主权民主的概念在2006－2008年主导了俄罗斯的政治话语，但此后失去了大部分意义，随着时间的推移失去了突出的地位。